# Samuel Yohou
Samuel Yohou, né le 6 août 1991 à Villepinte, est un footballeur français qui évolue au poste de défenseur central au Mans FC.

## Biographie

### Débuts en championnat amateur (2015-2017)
Samuel Yohou commence sa carrière senior au sein du Paris FC son club formateur. N'entrant pas dans les plans, de l'équipe première, il se voit prêté en 2016 au SAS Épinal évoluant en Nationale 1. Le 1er juillet 2016, il signe en faveur de l'AS Béziers jouant dans le même championnat.

### Découverte du monde professionnel (depuis 2017)
En juillet 2017, Samuel Yohou retourne au Paris FC, club de Ligue 2 et signe son premier contrat professionnel . Après trois saisons pleines, Yohou part en Turquie à l'été 2020 en signant au Tuzlaspor, club turc de deuxième division. 
Le 31 août 2021, il retourne en France du côté de l'US Dunkerque nouvellement promu en Ligue 2 . Une saison plus tard, il rejoint le club grec de l'OFI Crète.

### Le Mans FC (depuis 2023)
Le 17 juillet 2023, il rejoint Le Mans FC en National. Lors de la saison 2024-2025, Le Mans est promu en Ligue 2 5 ans après sa descente. 

## Statistiques
| Saison                | Club                  | Championnat           | Championnat | Championnat | Coupe nationale | Coupe nationale | Coupe de la Ligue | Coupe de la Ligue | Total | Total |
| Saison                | Club                  | Division              | M.          | B.          | M.              | B.              | M.                | B.                | M.    | B.    |
| 2015-2016             | Paris FC              | National              | 0           | 0           | 0               | 0               | 1                 | 0                 | 1     | 0     |
| 2017-2018             | Paris FC              | Ligue 2               | 22          | 1           | 2               | 0               | 2                 | 0                 | 26    | 1     |
| 2018-2019             | Paris FC              | Ligue 2               | 27          | 1           | 1               | 0               | 1                 | 0                 | 29    | 1     |
| 2019-2020             | Paris FC              | Ligue 2               | 21          | 0           | 1               | 0               | 2                 | 0                 | 24    | 0     |
| Sous-total            | Sous-total            | Sous-total            | 70          | 2           | 5               | 0               | 6                 | 0                 | 81    | 2     |
| 2015-2016             | SAS Épinal (prêt)     | National              | 12          | 1           | 0               | 0               | 0                 | 0                 | 12    | 1     |
| Sous-total            | Sous-total            | Sous-total            | 12          | 1           | 0               | 0               | 0                 | 0                 | 12    | 1     |
| 2016-2017             | AS Béziers (prêt)     | National              | 24          | 4           | 0               | 0               | 0                 | 0                 | 24    | 4     |
| Sous-total            | Sous-total            | Sous-total            | 24          | 4           | 0               | 0               | 0                 | 0                 | 24    | 4     |
| 2020-2021             | Tuzlaspor             | 1.Lig                 | 19          | 0           | 0               | 0               | 0                 | 0                 | 19    | 0     |
| Sous-total            | Sous-total            | Sous-total            | 19          | 0           | 0               | 0               | 0                 | 0                 | 19    | 0     |
| 2021-2022             | USL Dunkerque         | Ligue 2               | 20          | 0           | 1               | 0               | 0                 | 0                 | 21    | 0     |
| Sous-total            | Sous-total            | Sous-total            | 20          | 0           | 1               | 0               | 0                 | 0                 | 21    | 0     |
| 2022-2023             | OFI Crète             | Superleague           | 7           | 0           | 0               | 0               | 0                 | 0                 | 7     | 0     |
| Sous-total            | Sous-total            | Sous-total            | 7           | 0           | 0               | 0               | 0                 | 0                 | 7     | 0     |
| 2023-2024             | Le Mans FC            | National              | 28          | 1           | 2               | 0               | 0                 | 0                 | 30    | 1     |
| 2024-2025             | Le Mans FC            | National              | 27          | 2           | 5               | 0               | 0                 | 0                 | 32    | 2     |
| 2025-2026             | Le Mans FC            | Ligue 2               | 1           | 0           | 0               | 0               | 0                 | 0                 | 1     | 0     |
| Sous-total            | Sous-total            | Sous-total            | 56          | 3           | 7               | 0               | 0                 | 0                 | 63    | 3     |
| Total sur la carrière | Total sur la carrière | Total sur la carrière | 204         | 10          | 12              | 0               | 6                 | 0                 | 222   | 10    |